# Dusičnan yttritý
Dusičnan yttritý je anorganická sloučenina se vzorcem Y(NO3)3. Nejčastěji dostupnou formou je hexahydrát.

## Příprava
Dusičnan yttritý lze získat jako hydrát reakcí oxidu yttritého s kyselinou dusičnou:
Y2O3 + 6 HNO3 → 2 Y(NO3)3 + 3 H2O
Bezvodou sloučeninu nelze získat z hydrátu tepelným sušením, protože se rozkládá na bazické soli. Proto se bezvodý dusičnan yttritý získává reakcí oxidu yttritého v prostředí kapalného oxidu dusičitého:
Y2O3 + (6 + 2x) N2O4 → 2 Y(NO3)3·xN2O4 + 3 N2O3
Y(NO3)3·xN2O4 → Y(NO3)3 + x N2O4

## Vlastnosti

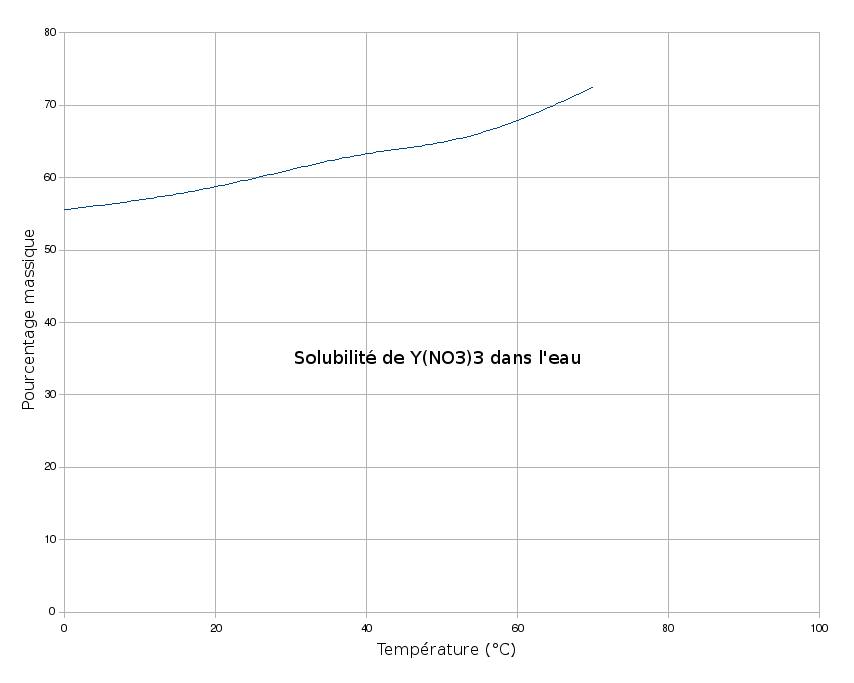
Teplotní závislost rozpustnosti dusičnanu yttritého ve vodě

Hexahydrát dusičnanu yttritého ztrácí krystalovou vodu při relativně nízké teplotě. Při dalším zahřívání vzniká zásaditá sůl YONO3. Při 600 °C je tepelný rozklad kompletní, konečným produktem je Y2O3.

## Využití
Dusičnan yttritý se používá k výrobě dalších chemických sloučenin, jakož i v optice, keramice, skle a elektronice. Používá se také pro přípravu supravodivých materiálů, např. YBCO. Je to silný katalyzátor pro syntézu některých molekul.